# Nothobranchius interruptus
Nothobranchius interruptus é uma espécie de peixe da família Aplocheilidae.
É endémica do Quénia.
Os seus habitats naturais são: pântanos e marismas de água doce.